# Глухов, Пётр Николаевич
Пётр Николаевич Глухов (1913, Самарская губерния, Российская империя — неизвестно, Донецк) — навалоотбойщик шахты № 29 треста «Рутченковуголь» Министерства угольной промышленности Украинской ССР, Сталинская область. Герой Социалистического Труда (1957).

## Биография
Родился в 1913 году в крестьянской семье в одном из сельских населённых пунктов Самарской губернии. В послевоенные годы — навалоотбойщик шахты № 29 треста «Рутченкоуголь». В течение нескольких показывал высокие трудовые результаты. Участвовал в стахановском движении. В годы Пятой пятилетки (1951—1955) ежегодно занимал передовые места в социалистическом соревновании среди передовиков-стаханцев. По итогам 1956 года стал победителем в социалистическом соревновании среди горняков треста «Рутченкоуголь».
Указом Президиума Верховного Совета СССР от 26 апреля 1957 года удостоен звания Героя Социалистического Труда за «выдающиеся успехи, достигнутые в деле развития угольной промышленности в годы пятой пятилетки и в 1956 году» с вручением ордена Ленина и золотой медали «Серп и Молот» (№ 7653).
Этим же указом званием Героя Социалистического Труда был награждён машинист комбайна треста «Рутченкоуголь» Владимир Антонович Мясищев, который наряду с Петром Глуховым занял в 1956 году передовое место в социалистическом соревновании.
После выхода на пенсию проживал в Донецке. С 1969 года — персональный пенсионер союзного значения. Дата смерти не установлена.
Награды
- Герой Социалистического Труда
- Орден Ленина
- Медаль «За трудовое отличие» (28.10.1949)